# Dumbrava de Jos (okręg Hunedoara)
Dumbrava de Jos – wieś w Rumunii, w okręgu Hunedoara, w gminie Ribița. W 2011 roku liczyła 185 mieszkańców.